# Medlog
Medlog este o localitate din comuna Celje, Slovenia, cu o populație de 286 de locuitori.